# Punta Ramiere
De Punta Ramiere of Bric Froid is een 3303 meter hoge berg in de centrale Cottische Alpen en de Queyrasstreek. Het is het hoogste punt van een lange kam die start bij de Aiguille de Scolette in het noorden en eindigt bij de Monviso-groep in het zuiden. Deze kam vormt de waterscheidingslijn tussen de Po en de Rhone. De Punta Ramiere is meer dan vijfhonderd lager dan het hoogste punt van de Cottische Alpen, de Monviso.
In de Italiaanse classificatie behoort de Punta Ramiere tot de centrale Cottische Alpen (Alpi del Monginevro in het Italiaans).
De gemakkelijkste beklimming van de Punta Ramieres gaat via de Colle Ramiere (3007 m) en bereikt de top via de noordwestelijke kam. De pas kan bereikt worden vanuit de vallei van Thuras (Cesana Torinese) of vanuit de vallei van Argentiera (Sauze di Cesana). De berg kan ook vanuit de Queyras beklommen worden via de GR58 en de Col des Thures.